# Doloplazy (Olomouc)
Doloplazy é uma comuna checa localizada na região de Olomouc, distrito de Olomouc.